# Erethistoides
Erethistoides — рід риб родини Erethistidae ряду сомоподібних. Має 10 видів.

## Опис
Загальна довжина представників цього роду коливається від 2,6 до 4,8 см. Голова трикутної форми, сплощена зверху. Очі маленькі, розташовані у задній частині голови. Верхня губа має сосочки. Є 4 пари вусів. Зяброві отвори невеличкі, які простягаються до нижньої частини. Тулуб подовжений, дещо стиснутий з боків. Спинний плавець доволі високий, у низки видів усічений. Жорсткий промінь (перший промінь) спинного плавця майже гладенький. Грудні плавці витягнуті або широкі. Передній край першого жорсткого променя грудних плавців має зубчики. Між грудними плавцями майже відсутній клейковий апарат. Жировий плавець невеличкий. Анальний плавець має 9-11 м'яких променів. Хвіст звужений. Хвостовий плавець подовжений.
Забарвлення коливається від кремового до коричневого. Багато видів, що мають чорні або коричневі контрастні смуги.

## Спосіб життя
Є демерсальними рибами. Зустрічаються ці рибки на мілині — не більше 10-20 см завглибшки, в прозорій або трохи каламутній воді на кам'янисто-піщаних ґрунтах. Живляться дрібними безхребетними.

## Розповсюдження
Мешкають у річках Брахмапутра і Меґхна (північна Індія та Непал).

## Види
- Erethistoides ascita
- Erethistoides cavatura
- Erethistoides infuscatus
- Erethistoides longispinis
- Erethistoides luteolus
- Erethistoides montana
- Erethistoides pipri
- Erethistoides senkhiensis
- Erethistoides sicula
- Erethistoides vesculus